# Karl Schlüter (Politiker)
Karl Schlüter (* 22. Januar 1852 in Kleinau, Altmark; † Mai 1916 in Sommerfeld) war Bürgermeister und Mitglied des Deutschen Reichstags Deutsche Reichspartei.

## Leben
Schlüter besuchte das Gymnasium zu Seehausen und die Universität Berlin. Er studierte Rechtswissenschaften und ging nach kurzer Beschäftigung im Justizdienst 1884 zur Kommunalverwaltung. Seit 1887 war er Bürgermeister in Sommerfeld, vorher in Oschersleben und Coswig. Er war Hauptmann der Garde-Landwehr-Infanterie, Mitglied des Kreisausschusses, des Kreistags und des Provinzial-Landtags. Weiter war er Mitglied des Gemeinde-Kirchenrats, Vorstandsmitglied der Kreissynode und ernanntes Mitglied der Provinzialsynode. Er war Inhaber der Landwehr-Dienstauszeichnung I. Klasse und des Roten Adlerordens IV. Klasse.
Von 1903 bis 1912 war er Mitglied des Deutschen Reichstags für den Wahlkreis Regierungsbezirk Frankfurt 6 Züllichau-Schwiebus, Crossen.